# Wiceprezydenci Burundi
Wiceprezydenci Burundi – lista chronologiczna wiceprezydentów afrykańskiego państwa Burundi.

## Chronologiczna lista
| Wiceprezydent                                           | Portret | Kadencja             | Kadencja             | Przynależność etniczna | Partia polityczna | Partia polityczna | Prezydent    |
| Wiceprezydent                                           | Portret | Od                   | Do                   | Przynależność etniczna | Partia polityczna | Partia polityczna | Prezydent    |
| ------------------------------------------------------- | ------- | -------------------- | -------------------- | ---------------------- | ----------------- | ----------------- | ------------ |
| Frédéric Bamvuginyumvira (1961–) pierwszy wiceprezydent |         | 11 czerwca 1998      | 1 listopada 2001     | Hutu                   |                   | FRODEBU           | Buyoya       |
| Mathias Sinamenye drugi wiceprezydent                   |         | 11 czerwca 1998      | 1 listopada 2001     | Tutsi                  |                   | UPRONA            | Buyoya       |
| Domitien Ndayizeye (1953–) wiceprezydent                |         | 1 listopada 2001     | 30 kwietnia 2003     | Hutu                   |                   | FRODEBU           | Buyoya       |
| Alphonse-Marie Kadege wiceprezydent                     |         | 30 kwietnia 2003     | 11 listopada 2004    | Tutsi                  |                   | UPRONA            | Ndayizeye    |
| Frédéric Ngenzebuhoro (1952–) wiceprezydent             |         | 11 listopada 2004    | 29 sierpnia 2005     | Tutsi                  |                   | UPRONA            | Ndayizeye    |
| Martin Nduwimana (1958–) pierwszy wiceprezydent         |         | 29 sierpnia 2005     | 7 listopada 2007     | Tutsi                  |                   | UPRONA            | Nkurunziza   |
| Alice Nzomukunda (1966–) drugi wiceprezydent            |         | 29 sierpnia 2005     | 5 września 2006      | Hutu                   |                   | CNDD–FDD          | Nkurunziza   |
| Marina Barampama (1969–) drugi wiceprezydent            |         | 7 września 2006      | 8 lutego 2007        | Hutu                   |                   | CNDD–FDD          | Nkurunziza   |
| Gabriel Ntisezerana (1964–) drugi wiceprezydent         |         | 8 lutego 2007        | 28 sierpnia 2010     | Hutu                   |                   | CNDD–FDD          | Nkurunziza   |
| Yves Sahinguvu (1949–) pierwszy wiceprezydent           |         | 8 listopada 2007     | sierpień 2010        | Tutsi                  |                   | UPRONA            | Nkurunziza   |
| Therence Sinunguruza (1959–2020) pierwszy wiceprezydent |         | 28 sierpnia 2010     | 16 października 2013 | Tutsi                  |                   | UPRONA            | Nkurunziza   |
| Bernard Busokoza (1953–) pierwszy wiceprezydent         |         | 16 października 2013 | 1 lutego 2014        | Tutsi                  |                   | UPRONA            | Nkurunziza   |
| Prosper Bazombanza pierwszy wiceprezydent               |         | 14 lutego 2014       | 20 sierpnia 2015     | Tutsi                  |                   | UPRONA            | Nkurunziza   |
| Gervais Rufyikiri (1965–) drugi wiceprezydent           |         | 28 sierpnia 2010     | 20 sierpnia 2015     | Hutu                   |                   | CNDD–FDD          | Nkurunziza   |
| Gaston Sindimwo (1965–) pierwszy wiceprezydent          |         | 20 sierpnia 2015     | 23 czerwca 2020      | Tutsi                  |                   | UPRONA            | Nkurunziza   |
| Joseph Butore (1969–) drugi wiceprezydent               |         | 20 sierpnia 2015     | 23 czerwca 2020      | Hutu                   |                   | CNDD–FDD          | Nkurunziza   |
| Prosper Bazombanza (1959) wiceprezydent                 |         | 23 czerwca 2020      | nadal                | Hutu                   |                   | CNDD–FDD          | Ndayishimiye |